# Leandro Simioni
Pour les articles homonymes, voir Leandro.
Leandro Simioni est un footballeur brésilien né le 29 septembre 1974. Il était attaquant.